# Robert Balfour
Pour les articles homonymes, voir Balfour (homonymie).
 (mai 2021).
Si vous disposez d'ouvrages ou d'articles de référence ou si vous connaissez des sites web de qualité traitant du thème abordé ici, merci de compléter l'article en donnant les références utiles à sa vérifiabilité et en les liant à la section « Notes et références ».
Robert Balfour, dit Balphoreus (vers 1550 - 1625) est un philosophe écossais qui fut professeur de grammaire au Collège de Guyenne.

## Biographie
Robert Balfour est né dans l'ancien comté de Forfarshire en Écosse, maintenant Council area d'Angus. Il fait ses études à l'université de St Andrews et à l'université de Paris. Professeur renommé de grec et de latin, ainsi que de mathématiques, il enseigne les humanités au collège de Guyenne à Bordeaux dont il devient principal à partir de 1586. Il est un des savants qui a contribué à la renommée en Europe du praefervidum ingenium Scotorum. Son contemporain, Thomas Dempster, l'appel le phénix de son age.
Son œuvre principal est Commentarii in Organum Logicum Aristotelis (Bordeaux, 1618).

## Œuvre
Il est l'auteur de : 
- Travaux de Gélase de Cyzique sur le concile de Nicée, (Paris, 1599).

(la) Gélase de Cyzique (trad. Robert Balfour), Commentarivs Actorvm Nicæni Concilii, Heidelberg, 1604, 433 p. (lire en ligne).
- Traité de Theodore de Raithu sur l'Incarnation, (1599).
- (la + el) Cléomède (trad. Robert Balfour), Cleomedis Meteora, graece et latine , a Roberto Balforeo ex ms. codice bibliothecae... Cardinalis Joyosii multis mendis repurgata, latine versa et perpetuo commentario illustrata..., Bordeaux, Simon Millanges, 1605, 316 p. (lire en ligne sur Gallica).
- Prolegomena in libros Topicorum Aristotelis, (1615).
- (la) Robert Balfour, Commentarius R. Balforei in Organum logicum Aristotelis..., Bordeaux, Simon Millanges, 1616, 1068 p. (lire en ligne sur Gallica).
- (la) Robert Balfour, Commentariorum in lib. Arist. de Philosophia , tomus secundus. Quo post Organum logicum, quaecumque in libris Ethicorum occurrunt, difficilia dilucide explicantur, Bordeaux, Jacques Millanges, 1620, 648 p. (lire en ligne sur Gallica).